# Huh Gak
Dans ce nom coréen, le nom de famille, Huh, précède le nom personnel.
Huh Gak (coréen: 허각), né le 5 janvier 1985 à Incheon, est un chanteur sud-coréen.  Il est le gagnant de la saison 2 de l'émission sud-coréenne, Superstar K.

## Biographie

### Jeunesse et études
Huh Gak a grandi avec son père et son frère jumeau, Huh Gong. À l'âge de trois ans, ses parents ont divorcé lorsque ces derniers rencontraient d'énormes soucis financiers. Il arrive à prendre contact avec sa mère biologique en mai 2004 lorsqu'il apparaît dans un show télévisé avec son frère jumeau à la recherche de leur mère et a constaté qu'elle vivait avec une nouvelle famille. Après le collège, il a décidé d'abandonner l'école et de gagner de l'argent. Avant son apparition à l'émission Superstar K2, il travaillait pour fixer des ventilateurs et chantait dans la rue, dans des festivals et pendant des mariages.

### Carrière musicale

#### Participation àSuperstar K
Soutenu par son jumeau, Huh Gak auditionne pour la deuxième saison de l'émission sud-coréenne Superstar K à Incheon. Le 22 octobre 2010, il remporte la finale face au finaliste John Park. En janvier 2011, elle a posé et tourné pour la marque Samsung Galaxy Tab avec John Park, Jang Jae-in et Kang Seung-yoon.

#### Carrière solo
Après un mois de recherche d'un label de musique, Huh Gak décide de rejoindre A Cube Entertainment, un sous-label de Cube Entertainment en février 2011.
Il a été choisi pour chanter la chanson officielle Let's Go Together de l'association internationale des fédérations d'athlétisme avec la chanteuse Insooni pour la 13e édition des Championnats du monde d'athlétisme organisé à Daegu, en Corée du Sud. Elle a été composée par Shin Myung-soo et écrite en version coréenne par Shim Hyun-bo et en version anglaise par la chanteuse J.
Le 3 avril 2012, il sort son troisième mini-album Lacrimoso. L'une des chansons du mini-album A Person I Used to Love et qui a été composé par Choi Kyu-sung, auteur de la chanson à succès Hello de son premier mini-album Huh Gak 1st Mini Album. En juin, il chante la chanson One Person de la bande originale de la série télévisée Big. Elle a été écrite et composé par Kim Hye-won. En juillet, il est choisi comme juge spécial pour les auditions de la saison 4 de Superstar K.
Huh Gak chante la chanson Western Sky de la bande originale du film Blue Swallow devant l'un des juges de l'émission Superstar K, Lee Seung-chul dans l'émission Immortal Song 2 en mai 2013. Il a d'ailleurs déclaré qu'il était nerveux puisque ça fait trois ans qu'il n'avait plus chanter devant Lee Seung-chul depuis qu'il a gagné la saison 2 de Superstar K. En août, il est classé 1er dans le classement musical Gaon avec son single That You're Mine et détrône le rappeur San E en seconde place.

### Vie privée
Huh Gak se marie avec sa petite-amie avec qui il a entamé une relation depuis deux ans le 3 octobre 2013 à Séoul. Ils sont rencontrés lorsqu'ils étaient au collège. Le 13 mars 2014, sa femme donne naissance secrètement à un petit garçon prénommé Huh Gun. Les médias ont été informés de l'accouchement que bien plus tard. Huh Gak ne voulait pas stresser sa femme à la suite de son mariage qui a été un sujet brûlant très prisé par les médias.

## Discographie

### Musique de films et de séries télévisées
| Date de sortie | Titre                 | Titre original | Chansons                            |
| -------------- | --------------------- | -------------- | ----------------------------------- |
| 2011           | Glove                 | 글러브         | My Best (feat. John Park)           |
| 2011           | The Greatest Love     | 최고의 사랑    | Don't Forget Me (나를 잊지 말아요)  |
| 2012           | Big                   | 빅             | One Person (한사람)                 |
| 2014           | My Love from the Star | 별에서 온 그대 | Tears Like Today (오늘 같은 눈물이) |

## Distinctions

### Récompenses
- 2010 : 
  - 4e Cyworld Digital Music Awards : Chanson du mois, recrue du mois (Always)
  - Soribada Music Awards : Meilleur artiste solo masculin
- 2011 : 
  - 4e Korea Drama Awards : Prix OST pour The Greatest Love (Don't Forget Me)
  - 3e MelOn Music Awards : Recrue de l'année (Hello)
  - 13e Mnet Asian Music Awards : Meilleur nouvel artiste masculin (Hello)
  - 19e Korean Cultural Entertainment Awards : Popular Music Top Honor
  - 2e Bugs Music Awards : 
    - Meilleur artiste solo (Hello)
    - Meilleur ballade de l'année (Hello)
- 2012 : 
  - 26e Golden Disk Awards : Prix de la recrue (Hello)
  - 1re Gaon Chart K-POP Awards : Artiste solo masculin, recrue de l'année (Hello)
- 2013 : 
  - 27e Golden Disk Awards : Digital Music Bonsang (The Person Who Once Loved Me)
  - 22e Seoul Music Awards : Bonsang (The Person Who Once Loved Me)
  - 5e Melon Music Awards : Meilleur R&B/Ballad (Monodrama en duo avec K.Will)

### Nominations
- 2011 : 
  - 3e Melon Music Awards : Top 10 des Artistes (Bonsang)
  - 2e Bugs Music Awards : Prix de popularité des internautes
- 2014 : 16e Mnet Asian Music Awards : Meilleure Collaboration (Break Up à Make Up) en duo avec Jung Eun-ji